# Hachisuka Tsunamichi
Hachisuka Tsunamichi (蜂須賀 綱通, né le 13 mars 1656, mort le 15 septembre 1678) est un daimyo de la période Edo qui a gouverné le domaine de Tokushima. Son titre de cour est Awa no kami.